# 姬延年
姬延年（？—前36年），周子南君姬嘉之孙，姬置之子，姬当之弟。
西汉元康元年（前65年）三月丙戌，姬延年以姬当弟弟的身份延续周子南君的世袭，初元五年（前44年）正月癸巳，姬延年被改封为周承休侯，地位次于诸侯王。前36年，姬延年去世，谥号为考。其子姬安袭爵。